# Воронин, Владимир Дмитриевич
Влади́мир Дми́триевич Воро́нин (1889 — не ранее 1945) — советский военно-морской деятель, инженер-электрик, старший инспектор отдела военных высших учебных заведений всесоюзного комитета по делам высшей школы при Совете Народных Комиссаров СССР, инженер-капитан 1-го ранга (1940).

## Биография
Родился в русской семье, беспартийный, в РККФ с 1918 года. Старший преподаватель технических предметов Военно-морского училища им. М. В. Фрунзе. Затем старший инспектор отдела военных высших учебных заведений всесоюзного комитета по делам высшей школы при Совете Народных Комиссаров СССР.

### Звания
- инженер-флагман 3-го ранга (1938)[2].
- инженер-капитан 1-го ранга (1940)[3].

### Награды
- Орден Ленина (1945);
- Орден Красного Знамени (1944);
- Юбилейная медаль «XX лет Рабоче-Крестьянской Красной Армии» (1938);
- Медаль «За победу над Германией в Великой Отечественной войне 1941—1945 гг.» (1945).